# Chissey-lès-Mâcon
 Chissey-lès-Mâcon  es una  población de comuna francesa, en la región de Borgoña, departamento de Saona y Loira, en el Distrito de Mâcon y cantón de Saint-Gengoux-le-National.
Está integrada en la Communauté de communes entre Grosne et Guye.

## Demografía
| 288 | 284 | 246 | 250 | 222 | 226 |
| Para los censos de 1962 a 1999 la población legal corresponde a la población sin duplicidades (Fuente: INSEE [Consultar]) |     |     |     |     |     |